# Ejectosporus trisporus
Ejectosporus trisporus är en svampart som beskrevs av Strongman 2005. Ejectosporus trisporus ingår i släktet Ejectosporus och familjen Legeriomycetaceae.   Inga underarter finns listade i Catalogue of Life.